# Loise Coppola
Loise Coppola (talvolta anche Luise) (1395 circa – 1483) è stato un armatore italiano.

## Biografia
Loise (Luigi) Coppola era padre di Francesco Coppola, il conte di Sarno. 
Altri suoi figli erano Matteo Coppola e Francesca Coppola che andò in sposa ad Antonio di Ventura.
Fu consigliere del re, regio secreto e mastro portolano nelle province di Terra d'Otranto e Basilicata (1458- 1470) e in quelle di Capitanata e Terra di Bari (1465), doganiere della Dogana del sale a Napoli (1470), portolano della città di Gaeta (1475). Da Roberto di Ventura, padre di Antonio, comprò la quarta parte del casale di Verdignano in Terra d'Otranto. In Napoli gestiva una o più saponerie (1478) ed era amministratore dell'arte della lana introdotta in quel tempo.
Anch'egli, come suo figlio Francesco, contributi alla liberazione di Otranto dopo la presa dei Turchi (1480). Morì nel 1483. 